# Idhomeno Kosturi
Idhomeno Jovan Kosturi (ur. 15 maja 1873 w Korczy, zm. 5 listopada 1943 w Durrës) – albański polityk i działacz narodowy.

## Życiorys
Syn Jovana Cico Kosturiego, znanego w Korczy nauczyciela i działacza narodowego. W młodości przez kilka lat mieszkał w Bostonie, gdzie studiował historię. Po powrocie do Albanii, w 1909 został skarbnikiem towarzystwa edukacyjnego Postęp (alb. Perparimi), założonego na kongresie albańskich działaczy narodowych w Elbasanie i współzałożycielem pierwszej albańskiej szkoły dla nauczycieli (Shkolla Normale).
W roku 1913 osiedlił się w Durrësie, by w czasie wojny przenieść się do Szkodry. Był delegatem na kongresy narodowe w Durrësie w 1918 r. i w Lushnji w 1920. 12 grudnia 1921 stanął na czele rządu przejściowego i pozostał na tym stanowisku przez 12 dni. Kierowany przez niego rząd składał się z nieznanych na scenie politycznej urzędników ministerialnych. Był drugim po Pandelim Evangjelim szefem rządu albańskiego, wyznania prawosławnego.
W marcu 1922 wziął udział w wystąpieniu antyrządowym, do którego doszło w rejonie Shijaku. Schwytany przez oddział żandarmerii został skazany na karę więzienia, ale wkrótce skorzystał z dobrodziejstwa amnestii ogłoszonej z okazji święta narodowego. W 1924 wszedł do rządu kierowanego przez Fana Nolego, jako wicepremier. Po jego upadku udał się na emigrację do Wiednia.
Powrócił na scenę polityczną w październiku 1943, stając na czele pro-niemieckiego Zgromadzenia Narodowego (alb. Kuvendi Kombëtar). Zginął zastrzelony na jednej z ulic Durrësu przez Kola Laku, związanego z partią komunistyczną. Za ten czyn Laku w 1944 został skazany na karę śmierci i stracony. Imieniem Kosturiego władze włoskie nazwały centralny plac Tirany (dzisiejszy Plac Skanderbega).